# Кривоносово (Калузька область)
Кривоносово (рос. Кривоносово) — присілок в Малоярославецькому районі Калузької області Російської Федерації.
Населення становить 38 осіб. Входить до складу муніципального утворення Село Спас-Загор'я.

## Історія
Від 2004 року входить до складу муніципального утворення Село Спас-Загор'я.

## Населення
| 2002 | 2010 |
| ---- | ---- |
| 36   | ↗38  |